# Lars Lilholt
Lars Lilholt Kristensen (født 14. marts 1953 i Herlev) er en dansk sanger, violinist, guitarist, komponist og tekstforfatter. Lars Lilholt skriver fortrinsvis til sit eget band Lars Lilholt Band. Han har udgivet 27 albums, og har solgt omkring 2,5 millioner albums. Blandt hans mest berømte og populære sange er "Kald det kærlighed". Lars Lilholt bor i Sejs i Silkeborg

## Karriere
Han var en af hovedpersonerne i Kræn Bysted's fra den danske folkrock-scene i 1970'erne.
I 1982 udgav Lars Lilholt Og fanden dukked' op og sagde ja. Den førte til dannelsen af Lars Lilholt Band, der startede i januar 1983 med en koncert på Sysseltinget i Hjørring. Siden har Lars Lilholt Band spillet tusindvis af koncerter. Det fik i 1990'erne kælenavnet "De Lyse nætters orkester", blandt andet på grund af livlig turnevirksomhed på landets forskellige sommerfestivaler og andre sommerarrangementer [kilde mangler], med vægten på Fyn og Jylland. Bandet har desuden turneret i Tyskland, Frankrig, Sverige og Norge.
Lars Lilholt skrev sin første sang i 1969 og skriver og udgiver stadig. Han udgav i 2012 albummet Stilheden bag støjen. Året efter fyldte han 60 år og kunne fejre 40 års jubilæum som prof rejsende musiker/sangskriver. Samtidig fylder Lars Lilholt Band 30 år. Lilholt har skrevet hundredvis af sange, men den absolut mest berømte er "Kald det kærlighed", der udkom første gang på LP'en Portland i 1986 og blev et folkeligt kæmpehit i 1990. Lige siden har "Kald det kærlighed" sammen med Kim Larsens "Kvinde min" været Danmarks mest populære sange (i flg. YouGov).[kilde mangler] En anden sang "Hvidsten kro" fra cd'en Kong Pukkelrygs Land i 1994 fik en genfødsel i forbindelse med Regnar Grastens film om Hvidstengruppen. Lilholts sang er en kilde til Danmarkshistorien[kilde mangler], da den er skrevet sammen med Gerda Fiil, der var medlem af Hvidstengruppen - og Lilholt har da også i andre sammenhænge sat musik til historiske begivenheder og personer, bl.a. "Ingenmandsland" (om julefreden 1914) , "Tycho Brahe" eller "To skud i Stockholm (om mordet på Olof Palme).
Lars Lilholts inspiration er hovedsagligt rockmusikken fra 60'erne, den danske og irske folkemusik samt renæssancemusik. Hans sange kan generelt inddeles i kærlighedssange, myterne, de historiske sange og de stille ballader. Et par store mytesange er "Café Måneskin" og "Den Hvide Dværg".
Lars Lilholt har modtaget fem Danish Music Awards som sanger og sangskriver, samt en med gruppen Dalton, som han siden 1985 har haft som et tilbagevendende projekt sammen med Johnny Madsen og Allan Olsen.
Ved siden af turneerne med Lilholt Band og Dalton har han siden 1980 turneret som solist og som historiefortæller med den akustiske guitar og mikrofonen.
Lars Lilholt har desuden optrådt med Rasmus Lyberth, Øyvind Ougaard og havde en gruppe med Poul Krebs omkring 1980.
Lars Lilholt var første gang i pladestudiet i 1975 som violinspiller i Rebild Spillemændene, et sammenrend af folkemusikere fra udkanten af Rold Skov, men allerede i 1977 fik han selvskrevne sange på LP. Tolkienfantasien "Skovgildet" blev et hit på DR i 1977.
Ved Danish Music Awards Folk i 2004 Lilholt nomineret til både "Årets danske folk-artist (nutidig)" og "Årets danske folk-sangskriver" for sine bidrag på albummet Nefertiti. I 2006 blev han nomineret til "Årets danske vokalist" og "Årets danske sangskriver" ved DMA Folk, denne gang for albummet Storyteller.
Lars Lilholt, Johnny Madsen og Allan Olsen gik igen sammen i 2009 som Dalton, og valgte efter 17 års adskillelse at udgive deres andet album Tyve-ti. Allerede første uge efter udgivelsen havde de solgt mere end 15.000 albums og en måned senere over 50.000 hvilket svarer til hhv. guldplade og platinplade.[kilde mangler]
Lars Lilholt, Johnny Madsen og Allan Olsen turnerede sammen i 2010 med 50 koncerter over hele landet.
I efteråret 2010 udgav Lars Lilholt sin selvbiografi Drømme og Dæmoner. Bogen modtog bl.a. fem stjerner af Jyllands Posten[kilde mangler].
Lars Lilholt deltog i TV2's succesprogram Toppen af Poppen i 2015 og 2020. Et samarbejde med Shaka Loveless og Oh Land fulgte i kølvandet på 2015-udgaven. To duoturneer med Shaka Loveless er det indtil videre blevet til, og Oh Land har medvirket på to albums (Amulet, 2015 og Drømmefanger, 2018).  
Lars Lilholt har gennem 35 år udgivet 32 albums samt fire udgivelser med dansk folkemusik. Blandt andet med gruppen Rasmus Storm.

## Hæder

### DMA Roots
DMA Roots hed tidligere DMA Folk.
| År   | Modtager/nomineret arbejde         | Pris                     | Resultat  |
| ---- | ---------------------------------- | ------------------------ | --------- |
| 2004 | Nefertiti                          | Årets danske folk-album  | Nomineret |
| 2004 | Årets danske folk-artist (nutidig) | Lars Lilholt             | Vundet    |
| 2004 | Årets danske folk-sangskriver      | Lars Lilholt             | Vundet    |
| 2007 | Storyteller                        | Årets danske album       | Nomineret |
| 2007 | Lars Lilholt                       | Årets danske vokalist    | Nomineret |
| 2007 | Lars Lilholt                       | Årets danske sangskriver | Nomineret |
| 2021 | Lars Lilholt                       | Årets Traditionspris     | Vundet    |

### Andre priser
- Folkemusikprisen (1999)
- Dansk musikerforbunds hæderspris for et fornemt livslangt virke (2020)
- Årets Steppeulv (2021)[6]

## Diskografi

### Spillemændene fra Himmerland
- Liegstouw (1975)

### Kræn Bysted
- Kræn Bysted's (1977)
- Den anden kræn (1978)
- Stavnsbundet (1980)

### Lars Lilholt
- Og fanden dukked op og sagde ja! (1982)
- I en sommernat (1988)
- En gang drog vi ud for at slå tiden ihjel (1989)
- Med natten mod vest (1991)
- Nefertiti (2003)
- Storyteller #1 (livealbum, tredobbelt-CD og DVD, 2006)
- Manifest (opsamling, 2013)
- Amulet (2015)
- Drømmefanger (2018)

### Lars Lilholt Band
- Jens Langkniv (1984)
- Portland (1986)
- Kontakt (live, 1990)
- Kald det kærlighed (opsamling, 1993)
- Kong Pukkelrygs Land (1994)
- Et Ekko Af Sommer (live, 1995)
- Lars Lilholt Band (Norsk opsamling, 1996)
- Masai (1997)
- Gi' det blå tilbage (opsamling, 1998)
- Gloria (2001)
- De instrumentale (opsamling, 2004)
- Den 7. dag (2004)
- De lyse nætters orkester (dobbelt-CD og DVD, 2005)
- Smukkere med tiden (CD/DVD, 2008)
- Jokerne (2008)
- Stilheden bag støjen (2012)
- Manifest (firdobbelt CD med nye og gamle numre, 2013)
- Live på Smukfest (2019)
- Lad julen vare længe (2020)
- Decameron (2021)

### Dalton
- Dalton (1992)
- Tyve ti (2009)
- Var her (live CD/DVD, 2010)

### Singler
| År   | Single                     | Album     |  |
| År   | Single                     | Album     |  |
| 1995 | "Jul i Ingenmandsland"     |           |  |
| 1997 | "Kejserens Hukommelse"     | Masai     |  |
| 1997 | "Café Måneskin"            | Masai     |  |
| 2000 | "En-To-Tre-Fireogtyve"     |           |  |
| 2001 | "Digteren"                 | Gloria    |  |
| 2002 | "Når Glæden Stråler"       |           |  |
| 2003 | "Nefertiti"                | Nefertiti |  |
| 2004 | "Klovnen er død"           |           |  |
| 2004 | "Gaia"                     |           |  |
| 2006 | "Flyv endelig højere"      |           |  |
| 2007 | "De lyse Nætters Orkester" |           |  |
| 2008 | "Victoria"                 |           |  |